# Isabel de Bobadilla
Isabel de Bobadilla, também conhecida como Inés de Bobadilla (n. Coroa de Castela, ca. 1505 – 1546) foi uma nobre espanhola, filha de Pedro Arias Dávila e Isabel de Bobadilla y Peñalosa e esposa de Hernando de Soto. Quando este viajou para a Flórida, durante seu governo de Cuba, deixou Isabel no comando, que administrou o arquipélago como governadora e capitã-geral entre 1539 e 1544.

## Biografia

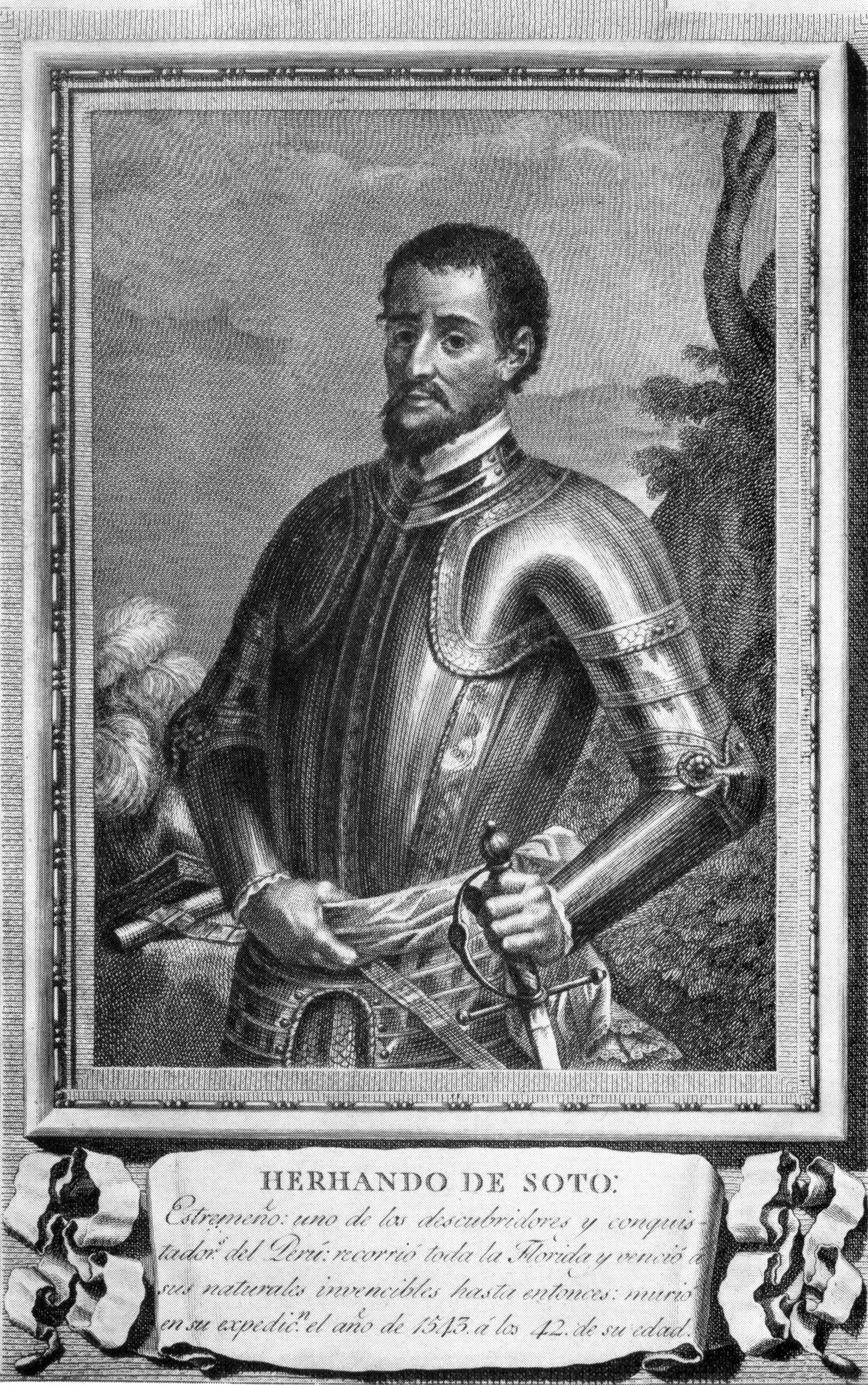
Gravado de Hernando de Soto, marido de Isabel, na Biblioteca do Congresso.
"HERNANDO DE SOTO: da Estremadura, um dos descobridores e conquistadores do Peru: viajou pela Flórida e derrotou seus até então invencíveis nativos; Ele morreu em sua expedição: no ano de 1543, aos 42 anos."

Isabel de Bobadilla nasceu provavelmente em 1505, na Espanha. Era filha do nobre, político e militar castelhano Pedro Arias Dávila —que foi governador e capitão-geral de Castilla do Ouro, e governador da Nicarágua (1528-1531)— e de Isabel de Bobadilla e Peñalosa. Teve pelo menos quatro irmãos: Arias Gonzalo Dávilas, Elvira de Bobadilla, o Frei Francisco de Bobadilla (que viveu no mosteiro de Santo Domingo e viajou com a irmã e Hernando de Soto para Cuba, residindo em Havana) e María Arias de Peñalosa.
Isabel de Bobadilla casou-se em 1537 com Hernando de Soto, já renomado e enriquecido conquistador espanhol, ex-protegido de seu pai, que havia participado da conquista do Peru com Pizarro. Graças aos seus contatos e fama, de Soto conseguiu uma audiência com o imperador Carlos V em 1538, a quem solicitou autorização para realizar uma nova expedição à Flórida; a qual pagaria com seus próprios meios e oferecendo à Coroa metade dos lucros da empresa expedicionária.
O imperador nomeou-o avançado, capitão-geral de todas as terras descobertas e governador de Cuba. De Soto vendeu grande parte de seus bens e se equipou para realizar a expedição naquelas terras quase inexploradas. A sua missão seria conquistar, localizar e “pacificar” territórios desconhecidos. Ele comprometeu toda a sua fortuna, mas se tivesse sucesso, seria dono de um imenso território, praticamente tudo ao norte do então vice-reino da Nova Espanha.
A nobreza de Isabel, a sua fortuna, a protecção que o seu pai dava a de Soto desde criança, a riqueza da sua família e as extensas e valiosas relações que mantinha com figuras da época, bem como a sua beleza, inteligência e discrição, que adornavam sua pessoa, fizeram desta mulher uma figura que se destaca com personagens próprios e relevantes ao lado de seu marido, impossibilitando falar dele ou de seu governo em Cuba ou de sua expedição à Flórida, sem mencionar também e de forma muito singular, a Isabel de Bobadilla.
Depois dessa nomeação Isabel e Hernando mudaram-se para Cuba. A expedição chegou a Santiago de Cuba em 7 de junho de 1538, e no mês de agosto Isabel partiu com sua família e infantaria, nos cinco navios que compunham a frota, rumo à cidade de Havana, enquanto Soto, seus oficiais e cavalaria, fez a viagem por terra. No natal daquele ano, toda a família já estava reunida em Havana.
Hernando de Soto foi o iniciador dos trabalhos da primitiva força de Havana. Mais tarde, e ao mesmo tempo que se construía a fortaleza, Isabel construiu uma casa (na qual ainda residia em março de 1544, um ano e nove meses após a morte do marido, e quando se preparava para regressar a Espanha). Quando Soto viajou para a Flórida em 1539, em 17 de maio do mesmo ano deixou o cargo de administrador do arquipélago para sua esposa Isabel de Bobadilla, que o administrou como governadora e capitã-geral entre 1539 e 1544. Isabel de Bobadilla tornou-se assim a primeira e única mulher a ocupar a autoridade máxima da ilha, durante o longo período de vice-reinado de quatro séculos.
Soto, antes de partir para a Flórida, concedeu procuração geral em favor de sua esposa em 17 de maio de 1539, perante o tabelião Francisco de Alcócer. "...e desses 300.000 maravedis de renda anual, duas partes são feitas, uma para sua esposa desfrutar durante todo o tempo de sua vida, e a outra para fornecer todos os anos a três donzelas órfãs e pobres, filhas, o que será cumprido pela sua esposa a quem ela designar.” Em janeiro de 1544, Isabel tinha onze escravos no seu serviço privado e nas suas propriedades.
Depois de esperar durante anos pelo regresso do marido, ao saber da sua morte, Isabel provavelmente regressou a Espanha com a família, levando consigo os seus bens que, embora não poucos, foram agora aumentados pela morte do marido de Soto. Morreu dois anos depois, em 1546.

## Legado
Em Havana, no alto do Castelo da Real Força, foi construída uma estátua de Isabel de Bobadilla, baseado na lenda que indica que, depois que de Soto foi para a Flórida, Isabel esperou por ele naquele castelo durante anos até saber de sua morte, após o que ela também teria morrido por não ter conseguido superar a dor que esta desgraça lhe produziu. Esta estátua é atualmente conhecida como La Giraldilla e é considerada o símbolo mais importante de Havana. O almirante Juan de Bitrián y Viamonte, que governou Cuba entre 1630 e 1634, ordenou a sua fundição em bronze. A estátua original encontra-se no Museu de Havana para protegê-la da deterioração devido à sua exposição ao meio ambiente, sendo a do castelo uma réplica.